# Adolf Vogl (Fußballspieler)
Adolf „Adi“ Vogl (* 4. Mai 1910 in Wien, Österreich-Ungarn; † 9. April 1993 in Kristianstad, Schweden) war ein österreichischer Fußballspieler und Angehöriger des Wunderteams. Gemeinsam mit Toni Schall bildete er in den 1930er Jahren bei der Admira sowie in der Nationalmannschaft das wohl berühmteste linke Sturmduo in der österreichischen Fußballgeschichte. Später war er als Fußballtrainer tätig.

## Karriere
Adolf Vogl wurde am 4. Mai 1910 als Sohn des Bindergehilfen Alois Vogl (* 21. Juni 1873 in Wolfsgraben) und dessen Ehefrau Josefa Karolina bzw. Josefa Franziska (geborene Šlemar; * 11. März 1875 in Wien) in Wien geboren und am 11. Mai 1910 auf den Namen Adolf getauft. Seine Eltern hatten am 3. August 1897 geheiratet.
Adi Vogl begann seine Karriere beim Zweitligisten SC Neubau, wo er zu einem der elegantesten und lauftechnisch besten Flügelstürmer Österreichs wuchs. 1927 wechselte er zur Admira, wo er in Toni Schall einen idealen Sturmpartner fand. Bei den Botanikern feierte er bereits als 17-Jähriger sein Debüt als rechter Verbindungsstürmer in der Kampfmannschaft und kam knapp eine Woche nach seinem 19. Geburtstag überraschend zu seinem Länderspieldebüt. Es handelte sich um Österreichs berühmten 5:0-Sieg über Schottland, der als das erste Spiel des Wunderteams galt. In den folgenden Jahren gehörte Adolf Vogl zur Kerntruppe des Wunderteams und kam bis 1936 auf 19 Länderspiele in der Nationalmannschaft und sieben weitere Einsätzen in Auswahlspielen. Sein letztes Länderspiel absolvierte er 1936 beim 1:1-Remis gegen die Tschechoslowakei in Wien.
Bei der Admira wurde Adolf Vogl in der Zwischenzeit regelmäßig Meister und Pokalsieger. Der größte internationale Erfolg konnte der Stürmer mit dem Einzug ins Mitropacup-Finale 1934 feiern, welches trotz zweier Vogl-Tore an den AGC Bologna verlustig ging (3:2, 1:5). Die Saison 1937/38 verbrachte Adi Vogl in Frankreich bei Excelsior AC Roubaix, mit denen er einen Mittelfeldplatz in der Division 1 belegte. Anschließend kehrte er nach Österreich beziehungsweise in die Ostmark zurück und spielte für den Sportclub Schwarz-Rot. Am 13. Juni 1942 heiratete Vogl. Danach stand er wieder bei der Admira unter Vertrag, bevor er 1947 seine Karriere beim Wiener AC ausklingen ließ.
Nach Beendigung seiner Spielerlaufbahn wechselte er ins Traineramt und betreute unter anderem den Salzburger AK 1914, sowie verschiedene Mannschaften in der Bundesrepublik Deutschland und der DDR. 1947 war er Trainer der SG Glauchau und später der SG Weida und SG Jena Stadion, für die er zweimal in die Landesauswahl von Thüringen berufen wurde.
1950 zog Adolf Vogl mit seiner Familie nach Schweden, wo er weiter seinem Beruf als Fußballtrainer nachging. Besonders ist er in Erinnerung geblieben beim südschwedischen Verein Sölvesborgs GIF, den er Mitte der 1960er Jahre innerhalb von zwei Jahren von der vierten in die zweite Division brachte. Bei der Hundertjahrfeier des Vereins 2015 wurde er zu dessen Trainer des Jahrhunderts erkoren. Zu den weiteren Teams, die er in Schweden trainierte, gehören IF Elfsborg (1954–1957), Helsingborgs IF (1958–1960) und Mjällby AIF (1969–1971).
Im Alter von 82 Jahren verstarb er 1993 in südschwedischen Kristianstad als letzter Angehöriger des legendären Wunderteams.

## Stationen

### Als Spieler
- bis 1927: SC Neubau
- 1927 bis 1937: SK Admira Wien
- 1937 bis 1938: Excelsior AC Roubaix
- 1938: Wiener AC
- 1938 bis 1947: SK Admira Wien
- 1947: Wiener AC

### Als Trainer
- 1944: Salzburger AK
- 1947: SG Glauchau
- SG Weida
- SG Jena
- 1954 bis 1957: IF Elfsborg
- 1958 bis 1960: Helsingborgs IF
- 1960 bis 1967: Sölvesborgs GIF
- 1969 bis 1971: Mjällby AIF

## Sonstiges
- Das linke Sturmduo Schall-Vogl ist heute vor allem noch durch Willy Schmiegers berühmten Kommentar beim Spiel des Jahrhunderts 1932 gegen England bekannt („Schall zu Vogl, Vogl zu Schall - Tooor!“).

- 1993 wurde in Wien-Floridsdorf (21. Bezirk) die Voglgasse nach ihm benannt. Diese mündet passenderweise in die Anton-Schall-Gasse.